# Prélude et fugue en la majeur (BWV 888)
Le Clavier bien tempéré II
Pour un article plus général, voir Le Clavier bien tempéré.
Le prélude et fugue en la majeur, BWV 888 est le dix-neuvième couple de préludes et fugues du second livre du Clavier bien tempéré de Jean-Sébastien Bach, compilé de 1739 à 1744.
Dans le style d'une invention à trois voix pleine de bonheur, le prélude introduit une fugue vigoureuse et d'humeur joyeuse.

## Prélude
Le prélude, noté 
, de 33 mesures, est scintillant et lumineux. Il évoque le caractère d'une pastorale en ce qui concerne sa mesure, mais serait plutôt une invention à trois voix de forme sonate, avec une écriture fuguée. 
La construction est semblable à la Suite anglaise no 1 BWV 806, de même tonalité, de même mesure et de même longueur. La différence thématique est que ce prélude est moulé dans une sixte ascendante, alors que dans la suite, c'est une sixte descendante. Cet intervalle se retrouve dans chaque mesure. Le thème, comme dans une fugue, se présente renversé, mesures 9–16. Une réexposition (mesures 22–30) mène à la conclusion sur une pédale de tonique avec ajout d'une quatrième voix pour enrichir les accords de la dernière mesure.

## Fugue
La fugue à trois voix, notée , comporte 29 mesures.
Le sujet, serré, vigoureux de bonne humeur, se hisse jusqu'à la quinte en trois marches en s'attardant sur chaque degré, puis redescend à la tierce.

Le modèle de cette courte fugue pleine de charme, est simple et transparent. L'exposition du grave à l'aigu (basse, alto et soprano) est immédiatement suivi d'une réexposition, basse, soprano, alto (mesures 7–10). La seconde section, après une cadence au ton principal, débute mesure 16 et reprend l'ordre premier avec des entrées assez éloignées (mesures 16, 20 et 23). Le sujet revient au soprano pour conclure.
Particularité. Lors de l'entrée du sujet à la neuvième mesure, Bach le transforme légèrement en ajoutant une note : 

## Manuscrits
Les manuscrits considérés comme les plus importants sont de la main de Bach lui-même ou d'Anna Magdalena. Ils sont :
- source « A », British Library Londres (Add. MS. 35 021), compilé dans les années 1739–1742[5]. Comprend 21 paires de préludes et fugues : il manque  ut  mineur, ré majeur et fa mineur (4, 5 et 12), perdues[5] ;
- source « B », Bibliothèque d'État de Berlin (P 430), copie datée de 1744, de Johann Christoph Altnikol[6].

## Postérité
Théodore Dubois en a réalisé une version pour piano à quatre mains, publiée en 1914.
Eric Lamb (en) a réalisé un arrangement de ce prélude et fugue pour flûte, alto et violoncelle, enregistré pour le label Paladino en 2018 (PMR 0094).